# 코프로포르피리노젠 III
코프로포르피리노젠 III(영어: coproporphyrinogen III)는 헤모글로빈과 엽록소와 같은 생물체에서 중요한 여러 화합물의 생합성 과정에서의 대사 중간생성물이다. 코프로포르피리노젠 III는 무색의 고체이다.
코프로포르피리노젠 III는 포르피리노젠이며, 다양한 곁사슬을 가지고 있는 헥사하이드로포르핀을 특징으로 하는 화합물의 한 종류이다. 코프로포르피리노젠들은 거대고리의 수소 원자들이 4개의 메틸기(−CH3, "M")과 4개의 프로피오닐기(−CH2CH2COOH, "P")로 치환되어 있다. 코프로포르피리노젠 III에서 거대고리 바깥의 치환기들의 순서는 MP-MP-MP-PM이다. 반면에 코프로포르피리노젠 I에서 거대고리 바깥의 치환기들의 순서는 MP-MP-MP-MP이다.

## 생합성 및 물질대사
포르피린 생합성 경로에서 코프로포르피리노젠 III는 유로포르피리노젠 III 탈카복실화효소의 작용에 의해 유로포르피리노젠 III로부터 생성된다.
|  |

이러한 유로포르피리노젠 III 탈카복실화효소의 촉매 과정은 4개의 아세틸기(−CH2COOH)가 4개의 메틸기(−CH3)로 전환되면서 4개의 이산화 탄소(CO2) 분자가 방출되는 탈카복실화 반응을 수반한다.
코프로포르피리노젠 III는 코프로포르피리노젠 III 산화효소의 기질로 사용되어, 산화되고 탈카복실화되어 프로토포르피리노젠 IX 로 전환된다.